# The Rambler
Pour les articles homonymes, voir Rambler (homonymie).
The Rambler (que l'on peut traduire en français par « Le flâneur ») était un périodique fondé par l'écrivain britannique Samuel Johnson qui paraissait tous les mardis et samedis de 1750 à 1752.  Comme c'était souvent le cas à cette époque pour ce type de publication, son contenu était laissé à l'entière discrétion de son auteur. The Rambler traitait en général de sujets comme la morale, la littérature, la société, la politique et la religion.